# 유타 매머드
유타 매머드(영어: Utah Mammoth)는 미국 유타주 솔트레이크시티에 소재한 프로 아이스하키 팀이다. 이 팀은 2024년에 창단되었으며, 현재 NHL 서부 콘퍼런스 센트럴 디비전에 속해있다.

## 역대 홈경기장
| 경기장      | 사용기간    | 수용인원 | 장소                  | 비고 |
| ----------- | ----------- | -------- | --------------------- | ---- |
| 유타 매머드 |             |          |                       |      |
| 델타 센터   | 2024년~현재 | 16,200명 | 유타주 솔트레이크시티 | 빈칸 |

## 영구 결번
- 없음